# Dochy Farm New British Cemetery
Dochy Farm New British Cemetery is een Britse militaire begraafplaats met gesneuvelden uit de Eerste Wereldoorlog, gelegen in de Belgische gemeente Langemark-Poelkapelle. De begraafplaats ligt in het zuiden van de gemeente, tussen het gehucht Sint-Juliaan en Zonnebeke en werd ontworpen door Reginald Blomfield. Ze heeft een rechthoekig grondplan met twee afgeschuinde hoeken en een oppervlakte van ongeveer 4.525 m². De begraafplaats wordt omsloten door een bakstenen muur en aan de straatzijde dienen twee metalen hekjes als toegangen. Daartussen staat de Stone of Remembrance en daartegenover aan de achterzijde het Cross of Sacrifice. De begraafplaats wordt onderhouden door de Commonwealth War Graves Commission.  
Er worden 1.439 doden herdacht, waarvan 958 niet geïdentificeerd konden worden. 

## Geschiedenis
De plaats was tijdens de oorlog lange tijd Duits bezet gebied. Vlakbij lag een boerderij die door de Duitsers tot een versterking werd uitgebouwd en door de Britten "Dochy Farm" werd genoemd. Op 4 oktober 1917 slaagde de 4th New Zealand Brigade er in deze boerderij te veroveren bij de gevechten om Broodseinde.
Omwille van de centrale ligging en vlotte bereikbaarheid werd de begraafplaats hier aangelegd na de oorlog. Hier werden gesneuvelden begraven die verspreid lagen in de omliggende slagvelden rond Boezinge, Sint-Juliaan, Frezenberg en Passendale. Nu rusten er 936 Britten, 305 Australiërs, 83 Canadezen, 98 Nieuw-Zeelanders en 17 Zuid-Afrikanen. Voor 1 Brit en 1 Australiër werden Special Memorials opgericht omdat hun graven niet meer gevonden werden en men aanneemt dat ze onder een naamloos graf liggen.
De begraafplaats werd in 2009 als monument beschermd.

## Graven
- sergeant James H. Speirs was een Schotse voetballer, die in 1911 nog het winnende doelpunt had gemaakt in de FA Cupfinale. Hij sneuvelde tijdens de Derde Slag om Ieper op 20 augustus 1917 op de leeftijd van 31 jaar. Hij was ook drager van de Military Medal (MM).

### Onderscheiden militairen
- Roland Belfield Glanville, luitenant bij de Australian Infantry werd onderscheiden met het Military Cross (MC).
- de sergeanten C. Peachy en R. Stokes, de korporaals James Hook, Daniel Crew en Walter Eric Dowden en de soldaten Albert Ernest Johnson, Arthur Johnson en Alexander May ontvingen de Military Medal (MM).

### Aliassen
Volgende militairen dienden onder een alias:
- sergeant William Robert Nathan Hallas als  William Ellis bij de Australian Infantry, A.I.F..
- korporaal James Henry Poole als L. Travers bij de South African Infantry.
- soldaat Richard Blaire Riekie als Richard McDougal bij de Australian Infantry, A.I.F..
- soldaat Edward Burke als J. Allan bij de Australian Infantry, A.I.F..
- soldaat Richard Frederick Voller als R.F. Baker bij de Australian Infantry, A.I.F..